# Khaled Saeed al-Subaie
Khaled Saeed al-Subaie (* 1. März 1996) ist ein kuwaitischer Leichtathlet, der sich auf den Dreisprung spezialisiert hat. In dieser Disziplin wurde er 2018 Hallenasienmeister.

## Sportliche Laufbahn
Erste internationale Erfahrungen sammelte Khaled Saeed al-Subaie im Jahr 2013, als er bei den Jugendweltmeisterschaften in Donezk mit einer Weite von 14,82 m in der Qualifikationsrunde ausschied. Im Jahr darauf siegte er mit 15,31 m bei den Arabischen Juniorenmeisterschaften in Kairo und schied bei den Juniorenweltmeisterschaften in Eugene mit 15,26 m in der Qualifikationsrunde aus. Im Oktober gelangte er bei den Asienspielen in Incheon mit 15,64 m auf Rang zehn. 2015 gewann er bei den Arabischen Meisterschaften in Manama mit 15,95 m die Bronzemedaille hinter dem Algerier Issam Nima und Rashid al-Mannai aus Katar. 2017 belegte er bei den Asienmeisterschaften in Bhubaneswar mit 15,66 m den neunten Platz und anschließend gewann er bei den Arabischen Meisterschaften in Radés mit 16,49 m die Silbermedaille hinter dem Algerier Yasser Triki. Im Jahr darauf siegte er mit 16,26 m bei den Hallenasienmeisterschaften in Teheran und siegte im selben Jahr mit 16,23 m bei den Westasienmeisterschaften in Amman. 2019 sicherte er sich bei den Arabischen Meisterschaften in Kairo mit 15,69 m die Bronzemedaille hinter dem Algerier Triki und Hamza Mabchour aus Marokko. Anschließend schied er bei den Asienmeisterschaften in Doha mit 14,59 m in der Qualifikationsrunde aus. 2023 brachte er bei den Hallenasienmeisterschaften in Astana keinen gültigen Versuch zustande.
In den Jahren 2016, 2021 und 2022 wurde al-Subaie kuwaitischer Meister im Dreisprung.

## Persönliche Bestleistungen
- Dreisprung: 16,49 m (−0,4 m/s), 17. Juli 2017 in Radés
  - Dreisprung (Halle): 16,26 m, 3. Februar 2018 in Teheran (kuwaitischer Rekord)